# 聖巴勃羅 (智利)
40°24′S 73°1′W / 40.400°S 73.017°W

聖巴勃羅（西班牙語：San Pablo），是智利的城市，位於該國中南部湖大區的奧索爾諾省，始建於1867年9月9日，面積637.3平方公里，2002年人口10,162人，人口密度每平方公里16人。